# Rufina Lévano Quispe
Rufina Lévano Quispe (geboren am 10. Juli 1955 im Distrikt Acarí, Peru) ist eine peruanische Politikerin. Sie war von 1990 bis 1998 Bürgermeisterin von Nuevo Imperial, einem Distrikt in der Provinz Cañete, und von 2003 bis 2006 Provinzbürgermeisterin von Cañete.

## Leben
Rufina Lévano Quispe wurde am 10. Juli 1955 im Distrikt Acarí in der peruanischen Region Arequipa geboren. Nach ihrer Schullaufbahn ließ sie sich zur Sekretärin ausbilden. Nachdem sie 2015 jedoch ein Studium der Rechts- und Politikwissenschaften an der Universidad Inca Garcilaso de la Vega in Lima absolvierte, ist sie als Rechtsberaterin tätig.

## Politische Laufbahn
Lévano Quispe wurde bei den peruanischen Kommunalwahlen 1989 als Mitglied des Wahlbündnisses Frente Democrático zur Bürgermeisterin (alcaldesa distrital) des Distrikts Nuevo Imperial gewählt. Sie wurde bei den Kommunalwahlen 1992 (als Mitglied der Acción Popular) und 1995 (als unabhängige Kandidatin) wiedergewählt. Insgesamt war sie vom 1. Januar 1990 bis zum 31. Dezember 1998 Bürgermeisterin von Nuevo Imperial.
Bei den Kommunalwahlen 1998 stellte sie sich als Mitglied der christdemokratischen Partei Somos Perú erfolglos zur Wahl auf, um Provinzbürgermeisterin (alcaldesa provincial) der Provinz Cañete zu werden. Bei den folgenden Kommunalwahlen 2002 wurde sie schließlich gewählt und sie war vom 1. Januar 2003 bis zum 31. Dezember 2006 Provinzbürgermeisterin von Cañete. Während ihrer Amtszeit unterstützte sie den Aufbau und Ausbau von Suppenküchen in Cañete. Nach Angaben des peruanischen Frauenministeriums konnten dadurch die 60 Suppenküchen der Provinz etwa 900 weitere Familien ernähren.
Nach Ende ihrer Amtszeit wurde Lévano Quispe vorgeworfen, ihr Amt als Provinzbürgermeisterin missbraucht zu haben, um einen Kauf- und Hypothekarvertrag abzuschließen; eine Funktion, die einem Provinzbürgermeister der Anklage zufolge nicht zustände. Im September 2008 wurde sie für schuldig erklärt. Jedoch sprach das Obere Gericht des Justizialdistrikts (distrito judicial) Cañete im Februar 2009 Lévano Quispe von jeder Schuld frei. Der Vertragsschluss sei durch ein Gesetz gedeckt gewesen und sie habe ihr Amt nicht missbraucht.
In späteren Kommunalwahlen stellte sich Lévano Quispe zur Wahl auf, jedes Mal jedoch erfolglos. So kandidierte sie für das Amt zur Provinzbürgermeisterin von Cañete zu den Kommunalwahlen 2006 (als Mitglied von Somos Perú), 2010 (als Mitglied der Regionalpartei Concertación para el Desarollo Regional – Lima), 2014 (als Mitglied der Regionalpartei Justicia y Capacidad) und für das Amt zur Bürgermeisterin von Nuevo Imperial zu den Kommunalwahlen 2018 (als Mitglied der lokalen Wählergemeinschaft Cañete Avanza).